# Fossombroniales
Fossombroniales, red jetrenjarki iz razreda Jungermanniopsida. Preko 100 priznatih vrsta unutar pet porodica.

## Podredovi i porodice
- podred Calyculariineae He-Nygrén, Juslén, Ahonen, Glenny & Piippo
  - porodica Calyculariaceae He-Nygrén, Juslén, Ahonen, Glenny & Piippo
- podred Fossombroniineae R.M. Schust.
  - porodica Allisoniaceae Schljakov
  - porodica Fossombroniaceae Hazsl. nom. cons.
  - porodica Petalophyllaceae Stotler & Crand.-Stotl.
- podred Makinoiineae
  - porodica Makinoaceae Nakai